# Esquadrão N.º 34 da RAAF
O Esquadrão N.º 34 é um esquadrão de transporte VIP da Real Força Aérea Australiana (RAAF). Opera aviões Boeing 737 Business Jet e Bombardier Challenger 604 a partir do Estabelecimento de Defesa de Fairbairn, em Camberra. Foi criado em Fevereiro de 1942 para realizar missões de transporte aéreo, operando inicialmente aviões de Havilland Dragon. Em 1943 foi re-equipado com aviões Douglas C-47 Dakota, que operou por toda a Oceania até à extinção do esquadrão, em Junho de 1946.
A unidade foi re-estabelecida em Março de 1948 como esquadrão de comunicações na Base aérea de Mallala, no Sul da Austrália, onde prestou apoio às actividades do Woomera Rocket Range, antes de ser novamente extinto em Outubro de 1955. Em Março de 1956 voltou a ser formado, desta vez como esquadrão de transporte VIP, na Base aérea de Camberra. Durante os anos 60, 70 e 80 operou várias aeronaves diferentes, tendo operado apenas aviões Dassault Falcon 900 entre 1989 e 2002, altura em que começou a operar os aviões 737 e Challenger.

## Missão e Equipamento

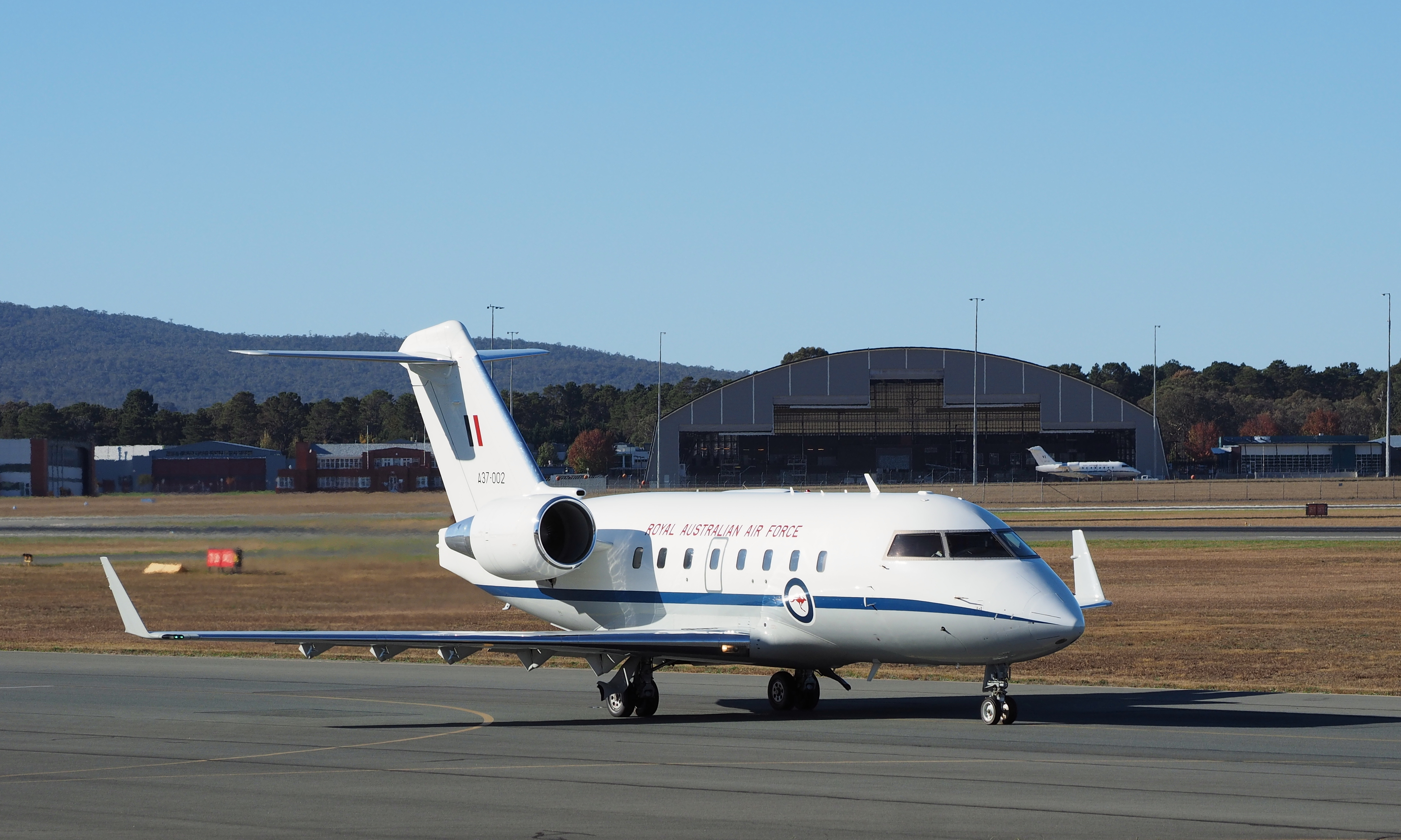
Um Challenger 604 do Esquadrão N.º 34 a ser parqueado à frente do hangar da unidade em Camberra, em 2016

O Esquadrão N.º 34 é a unidade da Real Força Aérea Australiana responsável pelo transporte aéreo de entidades VIP, tanto militares como membros do governo australiano, o Governador-geral e dignitários em visita. Encontra-se baseado no Estabelecimento de Defesa de Camberra, e é subordinado à Asa N.º 84, que é parte do Grupo de Mobilidade Aérea. O esquadrão tem ainda uma segunda responsabilidade, que é o transporte de passageiros e carga em emergências médias e em missões humanitárias. O seu lema é "Eo et Redeo" (em português: "Eu Vou e Eu Regresso").
Desde 2011, o esquadrão tem um efectivo de 30 pilotos e 35 tripulantes de bordo. Os pilotos do esquadrão são geralmente pilotos com muitos anos de casa, que ao longo da sua carreira tenham pilotado aviões Boeing C-17 Globemaster III, Lockheed C-130 Hercules ou Lockheed AP-3C Orion. Os seus co-pilotos são jovens pilotos da RAAF que tenham acabado de se graduar na Escola de Treino de Voo N.º 2, e os tripulantes de bordo tiveram que passar por um período de treino e de serviço no Esquadrão N.º 33. O esquadrão conta também com um centro de operações, que é responsável por gerir os pedidos de transporte VIP. O restante apoio logístico, incluindo a preparação de refeições, é providenciada através de um acordo entre a RAAF e entidades comerciais privadas.
O esquadrão opera dois aviões Boeing 737 Business Jet e três Bombardier Challenger 604. As aeronaves são alugadas e a sua manutenção é efectuada pela Unidade Empresarial de Aeronaves Especiais da Qantas Defence Services, em Farbairn. O aluguer teve início em 2002, tendo sido renovado em 2014. Os aviões bimotor Boeing 737 têm como tripulação dois pilotos e quatro assistentes de bordo, e conseguem transportar 30 passageiros em configuração VIP; já os bimotor Challenger, têm dois pilotos e um assistente de bordo, e podem levar até 9 passageiros. O Boeing, que tem um alcance de 11 mil quilómetros, é geralmente usado para transportar passageiros em longas distâncias, e o Challenger em curtas distâncias. Ambos os aviões são classificados como "Aeronaves Especiais", que significa que a sua missão é única e exclusivamente o transporte de entidades importantes e são regidos por directrizes do governo. Para minimizar os gastos governamentais, os aviões do esquadrão não podem ser usados por entidades de estado quando, na altura do voo para determinado destino, houverem voos comerciais disponíveis. O Esquadrão N.º 34 realiza entre 1 200 e 1 800 voos todos os anos. Logo, outras aeronaves de outros esquadrões também podem ser usadas pelo governo para o transporte de entidades importantes, como foi o caso da Primeiro-ministro australiana Julia Gillard que viajou para a China a bordo de um Airbus A330 MRTT do Esquadrão N.º 33, em Abril de 2013.

## História

### Segunda Guerra Mundial e rescaldo

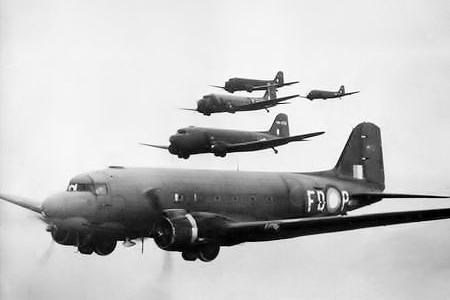
Vários Dakotas do esquadrão em pleno voo na Nova Guiné, em 1944

Durante Fevereiro e Março de 1942, a RAAF formou quatro unidades de transporte: os esquadrões 33, 34, 35 e 36. O Esquadrão N.º 34 foi estabelecido no dia 23 de Fevereiro na Base aérea de Darwin, quatro dias depois da cidade de Darwin ter sido bombardeada pela primeira vez. Subordinada ao Comando da Área Noroeste, a força inicial do esquadrão consistia em seis militares e dois aviões de Havilland DH.84 Dragon. Rapidamente o esquadrão foi destacado para começar a realizar missões de transporte no norte da Austrália. Além de transportarem mercadorias, transportou o primeiro prisioneiro de guerra japonês capturado na Austrália, um piloto que aterrou de emergência enquanto bombardeava Darwin. Um dos dois oficiais do esquadrão, o Flight Lieutenant J. W. Warwick, tornou-se no primeiro comandante do esquadrão no dia 2 de Março. No dia seguinte, um dos dois aviões DH.84 Dragon foi destruído no solo após um ataque inimigo. Com a falta de condições em Darwin, o esquadrão é transferido para o Aeródromo de Daly Waters no dia 5 de Março. No dia 14 de Março o esquadrão recebeu mais um DH.84 Dragon, juntamente com dois Avro Anson e dois de Havilland Tiger Moth a meio de Maio, altura em que o esquadrão foi novamente transferido, desta vez para o Aeródromo de Batchelor. No final do mês, o esquadrão contava com 34 militares, incluindo seis oficiais. Perdeu um dos seus Tiger Moth num incêndio no dia 1 de Julho. No dia 15 de Julho é transferido para o Aeródromo de Hughes, onde ficou até 27 de Agosto, dia em foi transferido para o Aeródromo de Manbulloo. Aqui, continuou em operação até ser desactivado no dia 13 de Dezembro, tendo as suas aeronaves sido transferidas para uma unidade de comunicações.
No dia 3 de Janeiro de 1943 o Esquadrão N.º 34 voltou a ser activado no Aeroporto de Parafield, no Sul da Austrália, a partir de elementos do Esquadrão N.º 36 anteriormente baseados em Essendon, Victoria. Inicialmente composto por uma força de 96 militares e oito aeronaves, no final do mês a força do esquadrão havia sido reduzida para 70 militares e três aviões DH.84 Dragon, operando no sul e no norte da Austrália. No dia 11 de Março, um dos aviões Dragon ficou destruído durante uma tentativa de descolagem em Parafield, no qual faleceram dois militares - as primeiras baixas de esquadrão. Outro Dragon ficou destruído num incêndio depois de uma aterragem mal sucedida, em Abril. No início de Maio de 1943, os DH.84 Dragon foram substituídos por Douglas C-47 Dakota, dando ao esquadrão uma força total de três Dakota e dois DH.84 Dragon em Junho. Em Julho, o Esquadrão N.º 34 operava cinco aviões Dakota, e em Agosto a força do esquadrão foi aumentada para sete aviões Dakota e 153 militares, incluindo 47 oficiais. Antes de começar a realizar missões para Port Moresby, na Nova Guiné, foi equipado com um avião Airspeed Oxford e um Douglas DC-2. O mês mais atarefado do esquadrão foi em Maio de 1944, tendo transportado quase 1900 passageiros e 450 mil quilogramas de mercadorias. No dia 1 de Junho tornou-se o primeiro esquadrão operacional da RAAF a ter mulheres nas suas fileiras, apesar de estarem impedidas de participarem nas frentes de combate.

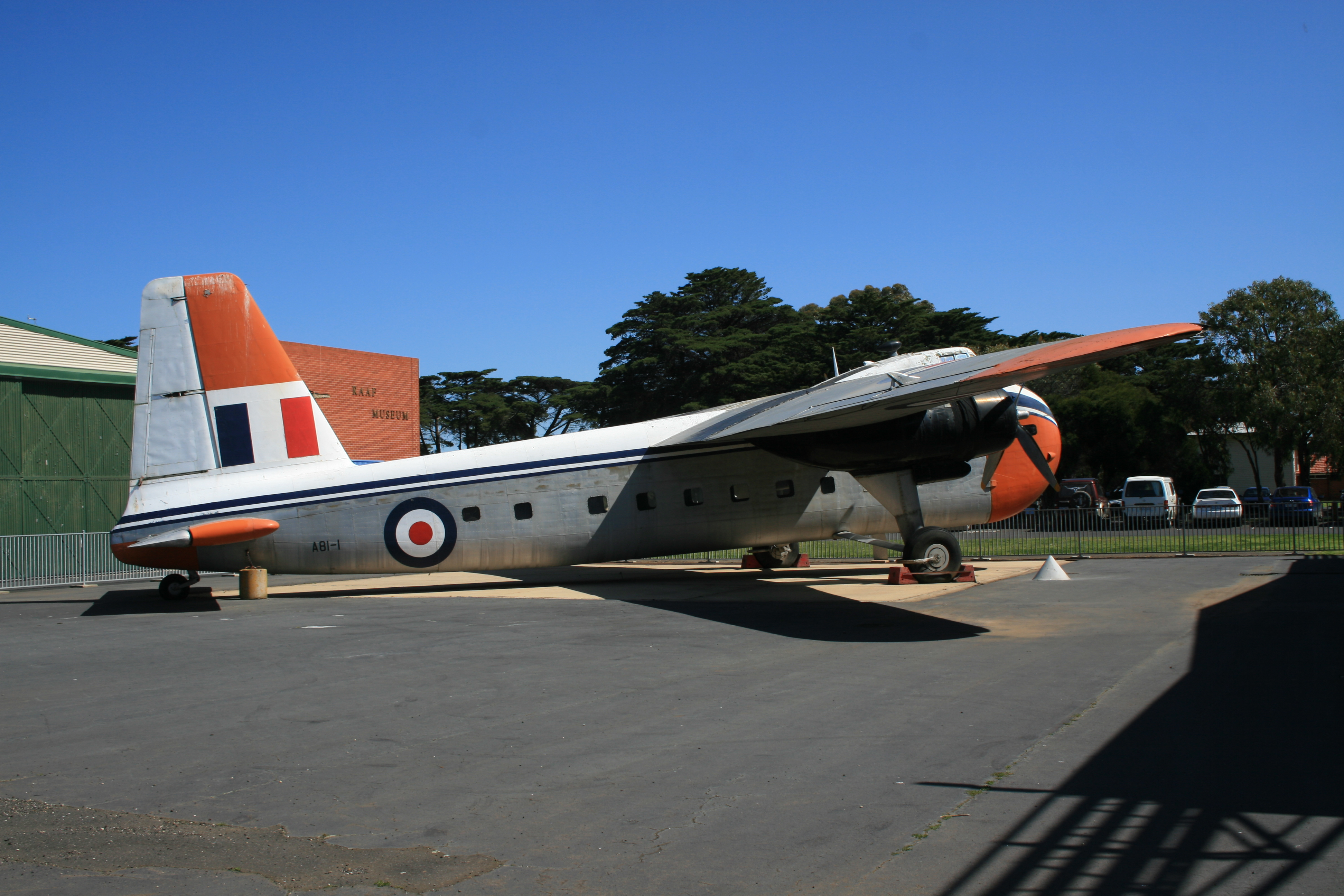
Um Bristol Freighter do esquadrão preservado no Museu da RAAF em Point Cook, Victoria

Em Outubro de 1944 o esquadrão enviou um destacamento para as Índias Orientais Holandesas. Na Austrália, cidades como Townsville, em Queensland, e Coomalie Creek, no Território do Norte, também tinham destacamentos do esquadrão. Em Fevereiro de 1945, o Esquadrão N.º 34 é transferido para Morotai nas Índias Orientais Holandesas, sob o controlo a Primeira Força Aérea Táctica Australiana, e ficou totalmente instalado na sua nova base a meio de Abril. O esquadrão prestou apoio à Campanha de Bornéu, e os seus aviões Dakota foram os primeiros aviões dos aliados a aterrar em Labuan e Tarakan depois das ilhas serem capturadas. Permaneceu em Morotai até ao final da Segunda Guerra Mundial, altura na qual desempenhava missões de repatriamento de antigos prisioneiros de guerra australianos de Singapura, e no pós-guerra, realizando voos em apoio à Força de Ocupação da Commonwealth Britânica, no Japão. O Esquadrão N.º 34 regressou à Austrália entre Janeiro e Março de 1946, sendo extinto na Base aérea de Richmond, em Nova Gales do Sul, no dia 6 de Junho.
No dia 1 de Março de 1948, o esquadrão foi novamente criado, na Base aérea de Mallala, quando o Esquadrão N.º 2 foi rebaptizado como N.º 34. De imediato foram atribuídas ao esquadrão missões de transporte aéreo VIP, transporte de correio e reconhecimento aéreo, em apoio ao Woomera Test Range, um ponto estratégico do projecto anglo-australiano de armas de longo alcance durante a Guerra Fria. Durante esta altura, o esquadrão pilotava os únicos aviões Vickers Viking e Bristol Frighter da RAAF. Três aviões de carga foram entregues ao esquadrão entre Abril e Maio de 1949, e um quarto em Setembro de 1951; um perdeu-se num acidente, no qual morreram todos os três tripulantes, perto de Mallala no dia 25 de Novembro de 1953, depois de a tripulação perder o controlo das asas. O esquadrão também operou aviões Percival Prince, Auster, Dakota e Anson, realizando missões de transporte e operações de apoio humanitário, antes de ser novamente extinto no dia 28 de Outubro de 1955, em Mallala.

### Operações VIP

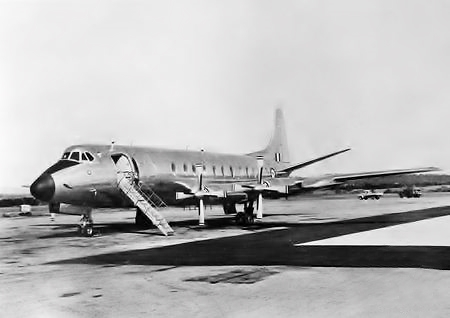
Um Viscount do esquadrão, em Fairbairn, entre 1964–69

O esquadrão voltou a ser formado na Base aérea de Camberra no dia 12 de Março de 1956, ficando responsável pelo transporte aéreo seguro do Governador-geral, dos políticos e militares, e de dignitários. Foi formado a partir da esquadrilha VIP do Esquadrão N.º 36, sob a Asa N.º 86. Esta esquadrilha VIP era, desde Outubro de 1950, responsável pelo transporte aéreo do Governador-geral. Ao longo do ano de 1956, o esquadrão transportou o Duque de Edimburgo durante a visita do mesmo à Austrália. O esquadrão foi equipado com dois aviões Convair 440 e dois Dakota, e permaneceu em Camberra quando a Asa N.º 86 foi transferida para a Base aérea de Richmond em 1958. No dia 1 de Julho de 1959 o esquadrão deixou a Asa N.º 86 e ficou sob o comando do Comando Aéreo da RAAF. Devido à natureza das pessoas que era responsável por transportar, o esquadrão fazia por manter um padrão mais elevado do que os outros esquadrões da RAAF, adoptando vários procedimentos do espectro da aviação civil, e beneficiando de alguma prioridade e preferência sempre que o estado australiano autorizava uma renovação de frota ou pretendia adquirir alguma aeronave; a aquisição dos Convair 440, os primeiros aviões da frota VIP com cabine pressurizada, foi organizada pelo ministro Athol Townley, sem este ter pedido qualquer conselho à RAAF ou ter organizado qualquer discussão/pedido de opiniões. Embora, graças a isto, a RAAF tenha aumentado a sua performance e os seus níveis de segurança, a força aérea não poderia dizer que não às aeronaves, usando-as durante os 12 anos seguintes. Até aos anos 60, esta unidade VIP também operava dois aviões de Havilland Vampire e dois CAC Winjeel.
A base do esquadrão, em Camberra, foi re-baptizada como Base aérea de Fairbairn em Março de 1952. Em 1963, o esquadrão transportou a Rainha Isabel II pela primeira vez. Em Outubro de 1964, dois aviões Vickers Viscount em segunda mão foram obtidos para suplantar os dois aviões Dakota e Convair, que haviam sido retirados de serviço após a chegada ao esquadrão de dois aviões Hawker Siddeley HS 748, em Abril de 1967, e três Dassault Falcon 20, em Junho; a 19 de Janeiro de 1968, a frota voltou a ser modernizada tendo sido adquiridos dois BAC 1-11, levando à retirada de serviço dos dois Viscount no ano seguinte. Esta sucessão de aquisições e reformas na frota VIP no final da década de 60 gerou algumas controvérsias relativamente ao custo e às operações. O chamado "Caso VIP" levou a uma série de directrizes criadas pelo governo australiano que limitaram a atribuição de missões ao Esquadrão N.º 34, sendo então necessário a aprovação da Família real Britânica, do Governador-geral, do Primeiro-ministro da Austrália ou do Ministro do Ar. Os critérios de elegibilidade também sofreram alterações, sendo apenas possível transportar os ministros australianos, líderes da oposição, indivíduos de escalão ou importância similar de visita à Austrália, generais de duas ou mais estrelas, e outros dignitários de importância similar. Durante os anos 70, um dos BAC 1-11 do esquadrão sofreu uma falha num dos motores enquanto transportava o Primeiro-ministro Gough Whitlam até à Nova Zelândia; a aeronave aterrou de emergência ainda na Austrália, porém o incidente levou a RAAF a investigar a possibilidade e viabilidade de se usar aviões quadrimotor em transportes aéreos de longa distância em rotas marítimas. Eventualmente, o governo comprou dois Boeing 707 à Qantas para realizar este tipo de voos longos, aumentando a capacidade operacional da RAAF. Entrando em serviço em 1979, os dois aviões foram colocados sob a alçada do Esquadrão N.º 33. Posteriormente, mais aviões 707 foram adquiridos entre 1983 e 1988, sendo quatro deles convertidos em reabastecedores aéreos no início dos anos 90.

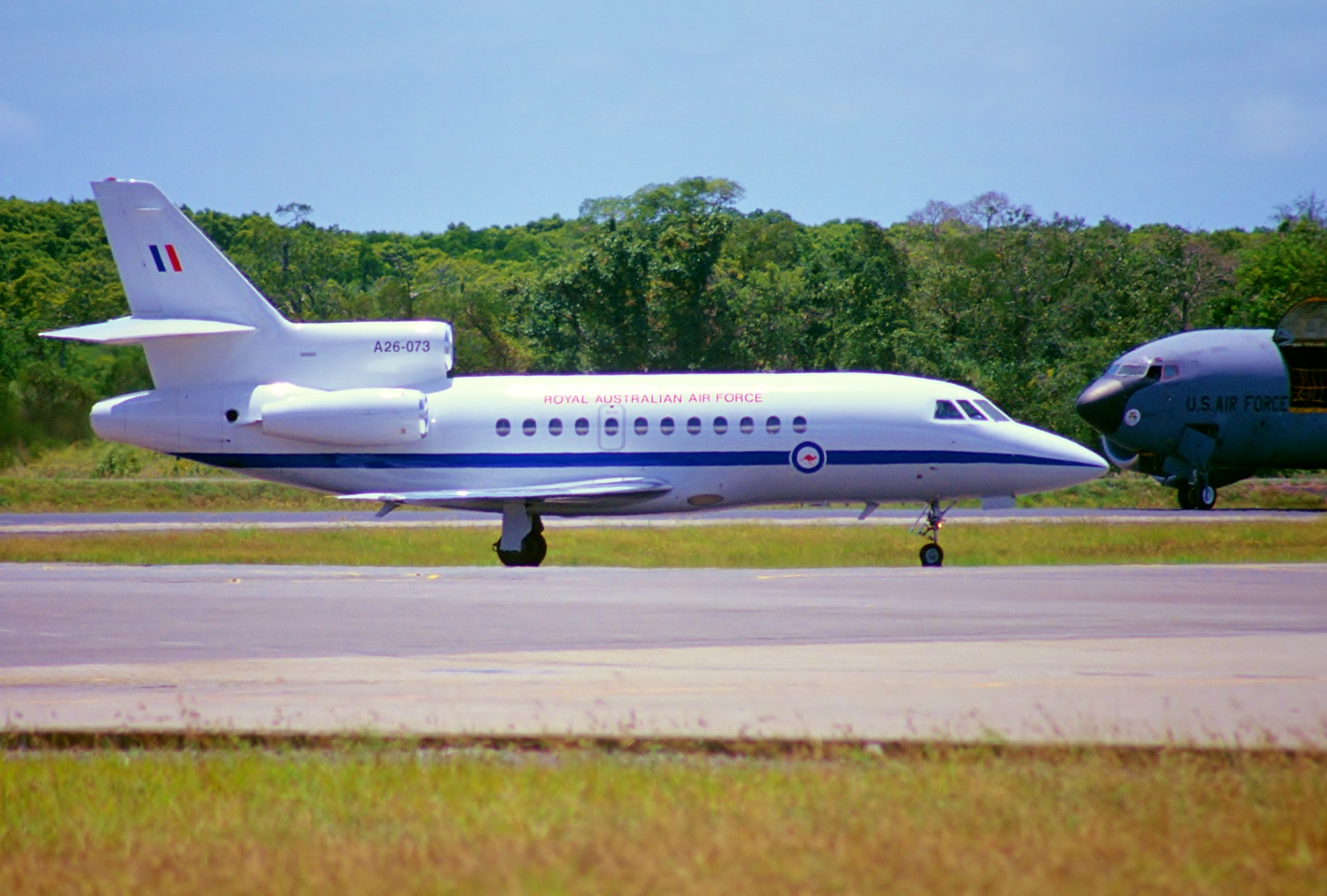
Um Falcon 900 do Esquadrão N.º 34, em Outubro de 1999

Em 1984, o Esquadrão N.º 34 recebeu a Gloucester Cup pela sua prestação de serviço. Em Junho de 1988 voltou a ficar subordinado à Asa N.º 86, embora a sua missão fosse controlada pelo Governador-geral e pelo Primeiro-ministro da Austrália. A partir de Setembro de 1988, os bijatos Falcon 10 e BAC 1-11 começaram a ser substituídos por cinco trijatos Dassault Falcon 900 alugados à Hawker Pacific, a primeira vez que a RAAF usava aviões alugados a uma companhia aérea. Os dois HS 748 foram transferidos para o Esquadrão N.º 32 na Base aérea de East Sale, Victoria. A responsabilidade pela prontidão operacional dos Falcon 900 era partilhada pelo Esquadrão N.º 34 e pela Hawker Pacific, ficando a Hawker responsável pela manutenção mais especializada. Numa missão especial, um dos aviões Falcon foi enviado para a Jordânia em Setembro de 1990 para evacuar treze cidadãos australianos que haviam sido prisioneiros no Iraque. No dia 21 de Dezembro de 1992, um dos Falcon tornou-se na primeira aeronave da RAAF a participar no esforço das Nações Unidas pela manutenção da paz na Somália, descolando da Base aérea de Amberley com militares australianos a bordo, cuja missão inicial seria a de efectuar um reconhecimento do teatro de operações para o envio de mais tropas australianas. O esquadrão foi louvado publicamente pelo Comandante das Forças Armadas Australianas, o General Peter Gration, pouco antes de o mesmo se reformar em 1993. Em Janeiro de 1998, a Asa N.º 84 foi reformada como uma unidade de transporte especial sob a dependência do Grupo de Mobilidade Aérea. O termo "transporte especial" era referente às actividades aéreas que não estavam directamente relacionadas com as forças armadas, como o transporte aéreo de entidades VIP. Com quartel-general em Richmond, a Asa N.º 84 tomou o controlo dos esquadrões 32, 33 e 34. Um voo especial, realizado por um dos Falcon do Esquadrão N.º 34, foi realizado pouco antes de se iniciarem as operações da Força Internacional para o Timor-Leste. Neste voo, foram transportados militares de alta patente e entidades diplomáticas até Dili, numa missão de boa vontade.

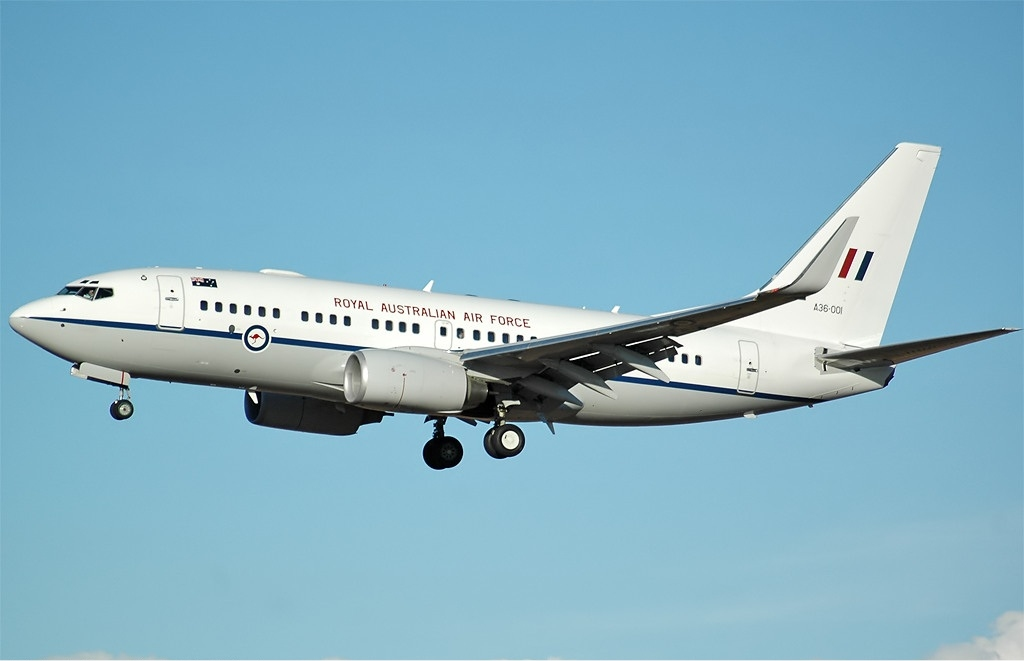
Um Boeing 737 do Esquadrão N.º 34, em Abril de 2004

Os Falcon 900 foram substituídos por dois Boeing 737 Business Jet e três Bombardier Challenger 604 em Julho de 2002. As novas aeronaves também substituíram os dois Boeing 707 que eram operados pelo Esquadrão N.º 33. Os 707 permitiram que os jornalistas australianos pudessem viajar com o Primeiro-ministro em voos internacionais, contudo, com a aquisição dos 737, o Partido Liberal Australiano, então no governo, determinou que os jornalistas deveriam viajar em voos comerciais; esta decisão levou a um acesso debate em 2007, depois de um acidente aéreo onde morreram quatro governantes australianos e um jornalista que viajava em ligação devido a uma visita à Indonésia pelo Ministro dos Negócios Estrangeiros Alexander Downer. O Esquadrão N.º 34 e a Qantas alcançaram as 20 mil horas de voo sem qualquer acidente ou incidente com os 737 e os Challenger no dia 21 de Outubro de 2008. No ano seguinte, uma nova controvérsia surgiu quando o Primeiro Ministro Kevin Rudd teve que pedir desculpas devido a determinadas palavras proferidas a uma assistente de bordo relativamente às refeições servidas dentro do avião. Em 2011, o esquadrão providenciou transporte VIP durante a visita da Rainha Isabel II, do Príncipe Guilherme, e de Frederico e Maria da Dinamarca, assim como a Barack Obama, aquando da sua visita a Camberra. Também transportou militares de alta patente e entidades governamentais aquando dos esforços humanitários a seguir às enchentes na Austrália entre 2010 e 2011, sendo novamente agraciado com a Gloucester Cup pela sua prestação. O Esquadrão N.º 34 celebrou o seu 70º aniversário na Casa do Parlamento da Austrália, no dia 18 de Fevereiro de 2012; no dia seguinte, um memorial foi inaugurado em Fairbairn, em memória às primeiras baixas do esquadrão em Março de 1942. Actualmente, o esquadrão mantém a sua frota de dois Boeing 737 e três Challenger.